# King Long
La King Long United Automotive Industry Co. Ltd comunemente nota come King Long (conosciuta in lingua cinese come Jinlong, ovvero letteralmente, Drago Dorato) è una società di produzione di autobus fondata nel dicembre 1988 con sede a Xiamen, nella provincia di Fujian, nella Repubblica popolare Cinese.
La sua attività è principalmente focalizzata sullo sviluppo, produzione e vendita di autobus di grandi e medie dimensioni e di furgoni leggeri. 

## Storia

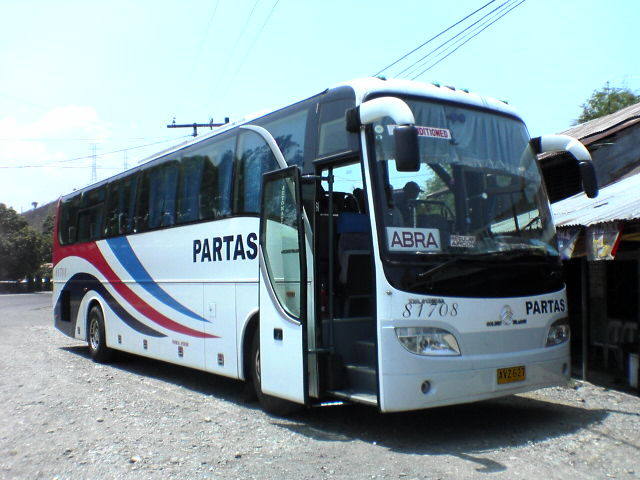
Un autobus King Long che opera nelle Filippine con la società Partas Transportation Co. Inc..

L'azienda è stata fondata nel 1988 come King Long United Automotive Industry Co. Ltd. ed è una delle joint venture con la più lunga storia nel settore della produzione di autobus.
La società è oggi di proprietà congiunta della Xiamen Automotive Industry Corporation, della società statale Xiamen Investment Co Ltd e della San Yang Industry Co. Ltd. di Taiwan, con una percentuale rispettivamente del 50%, 25 % e 25%.
Il Gruppo Long è suddiviso in tre filiali, la King Long United Automotive Industry Co. Ltd. propriamente detta, la Xiamen Golden Dragon Bus Co. Ltd. e la Higer Bus Co. Ltd. le quali vendono i propri modelli con i marchi "King Long", "Golden Dragon" e "Higer".
Nel 2003, con la vendita di 82 autobus (tipo XMQ6113) a Malta, la King Long è stata la prima società cinese a vendere degli autobus in Europa.
Nuovamente è stata oggetto dell'attenzione dei media nel 2011, con la consegna di altri 172 veicoli a Malta alla società Arriva; il primo successo commerciale della Cina in un mercato altamente regolamentato come quello dell'Unione europea a cui Malta ha aderito nel 2004.
La consegna è stata preceduta da una gara di appalto europea dove il produttore cinese è riuscito a prevalere contro marchi affermati tra cui la Daimler AG.

## Impianti di produzione
Gli impianti della King Long coprono una superficie totale di 200.000 metri quadrati, con oltre 1800 dipendenti, di cui 400 sono ingegneri tecnici, 30 sono laureati specializzati, che svolgono un ruolo chiave in diverse sezioni come la gestione della produzione, il controllo di qualità, della finanza, la vendita e servizio post-vendita .

## Rete di vendita e diffusione

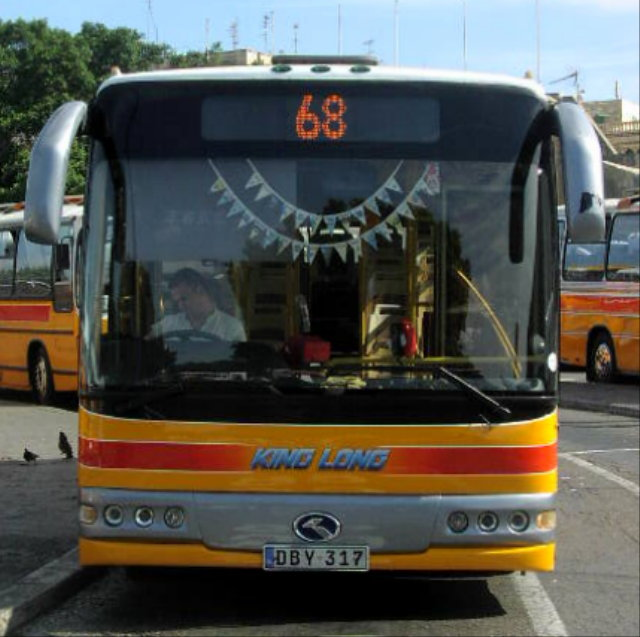
Un bus King Long a Malta

La King Long ha curato di intraprendere una stretta collaborazione con un vasto numero di fornitori di parti di fama internazionale, tra i quali le società tedesche MAN e ZF, le aziende americane Cummins, Dana e Neway, l'azienda francese Telma e giapponese Nissan e Hino Motors e l'italiana IVECO.
La King Long offre una gamma di 5 prodotti principali, che sono a loro volta suddivisi in oltre 50 categorie, che coprono praticamente tutte le categorie di autobus e pullman tra i 6 e i 13 metri.
I prodotti King Long sono venduti su mercati esteri tra i quali l'India, la Costa Rica, la Bulgaria, Singapore, l'Italia, l'Arabia Saudita, l'Iraq, Cipro, il Libano, Malta, gli Stati Uniti, l'Argentina, il Marocco, le Barbados, Hong Kong, l'Ungheria, Macao e e la Thailandia.

## Galleria d'immagini

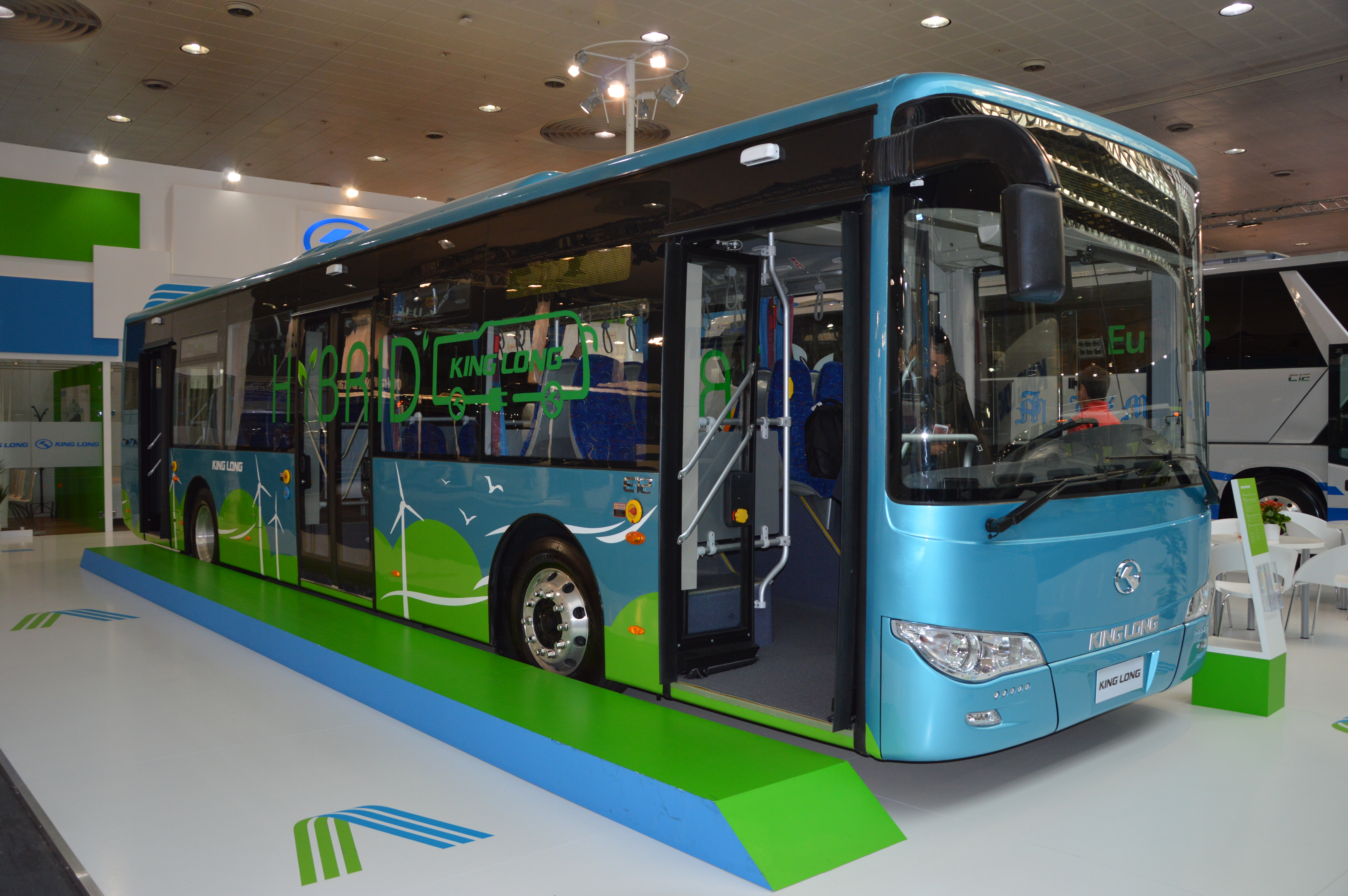
King Long Ibrido in Internationale Automobil-Ausstellung 2014
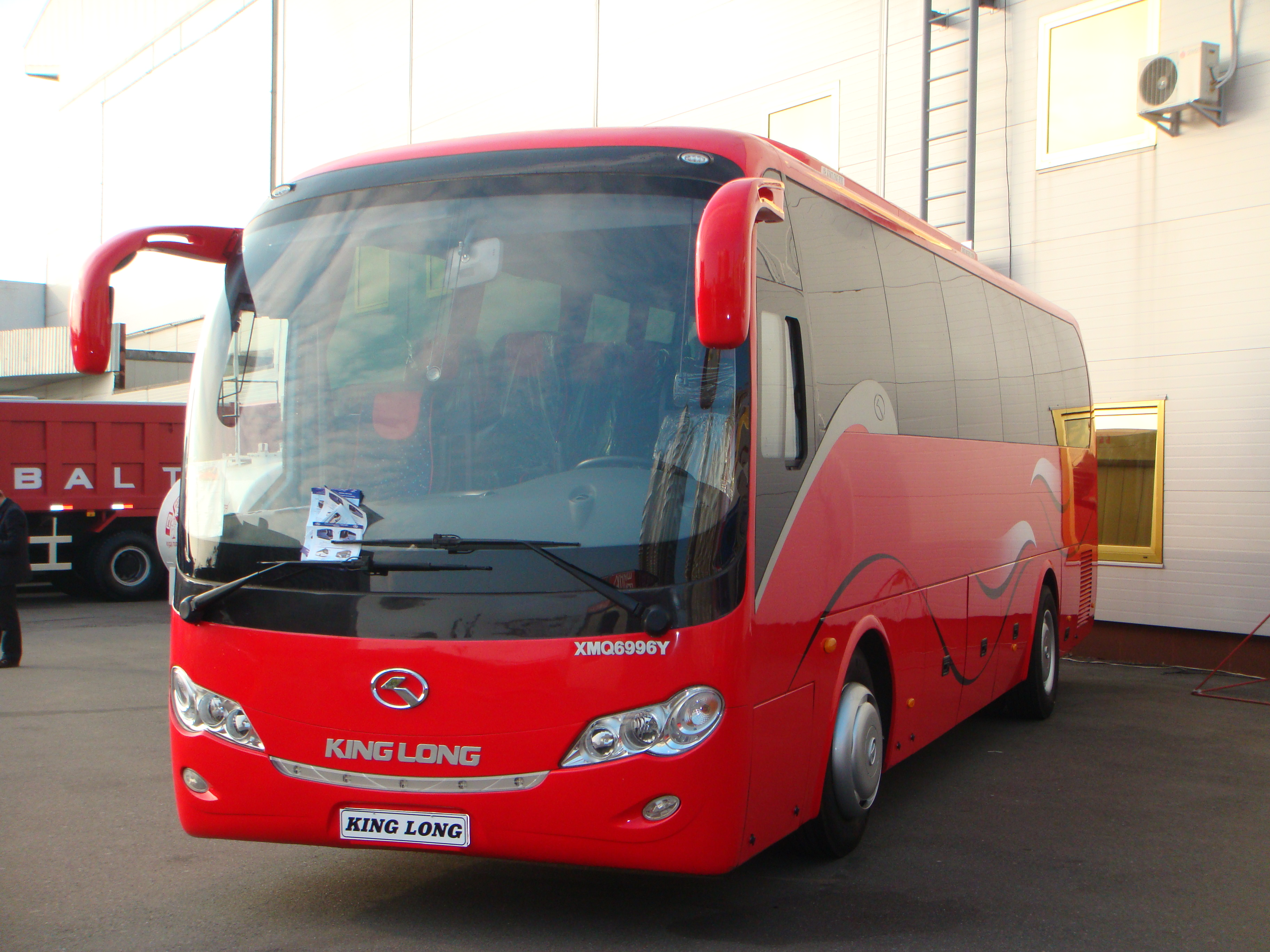
King Long XMQ6996Y
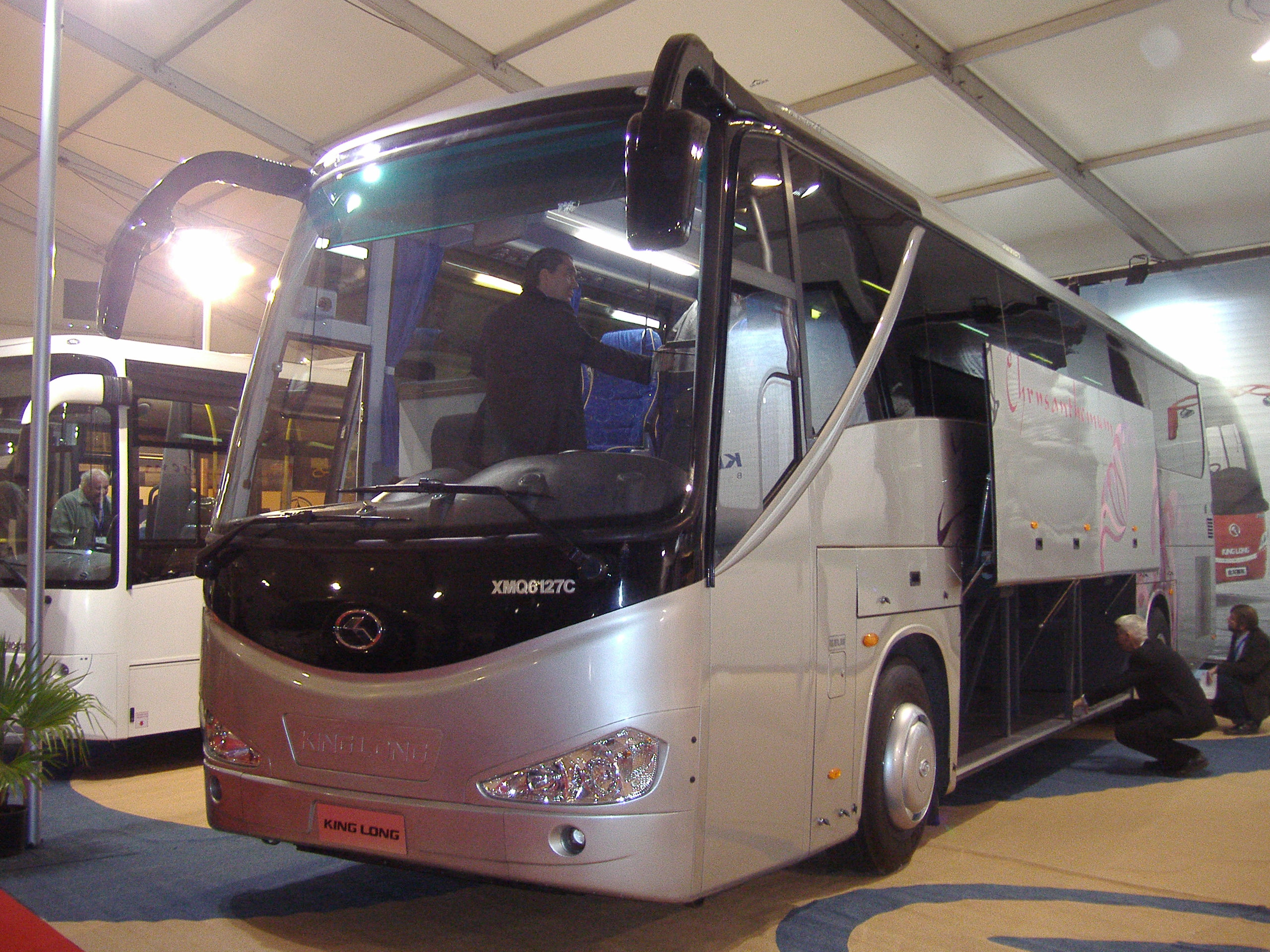
King Long XMQ6127C
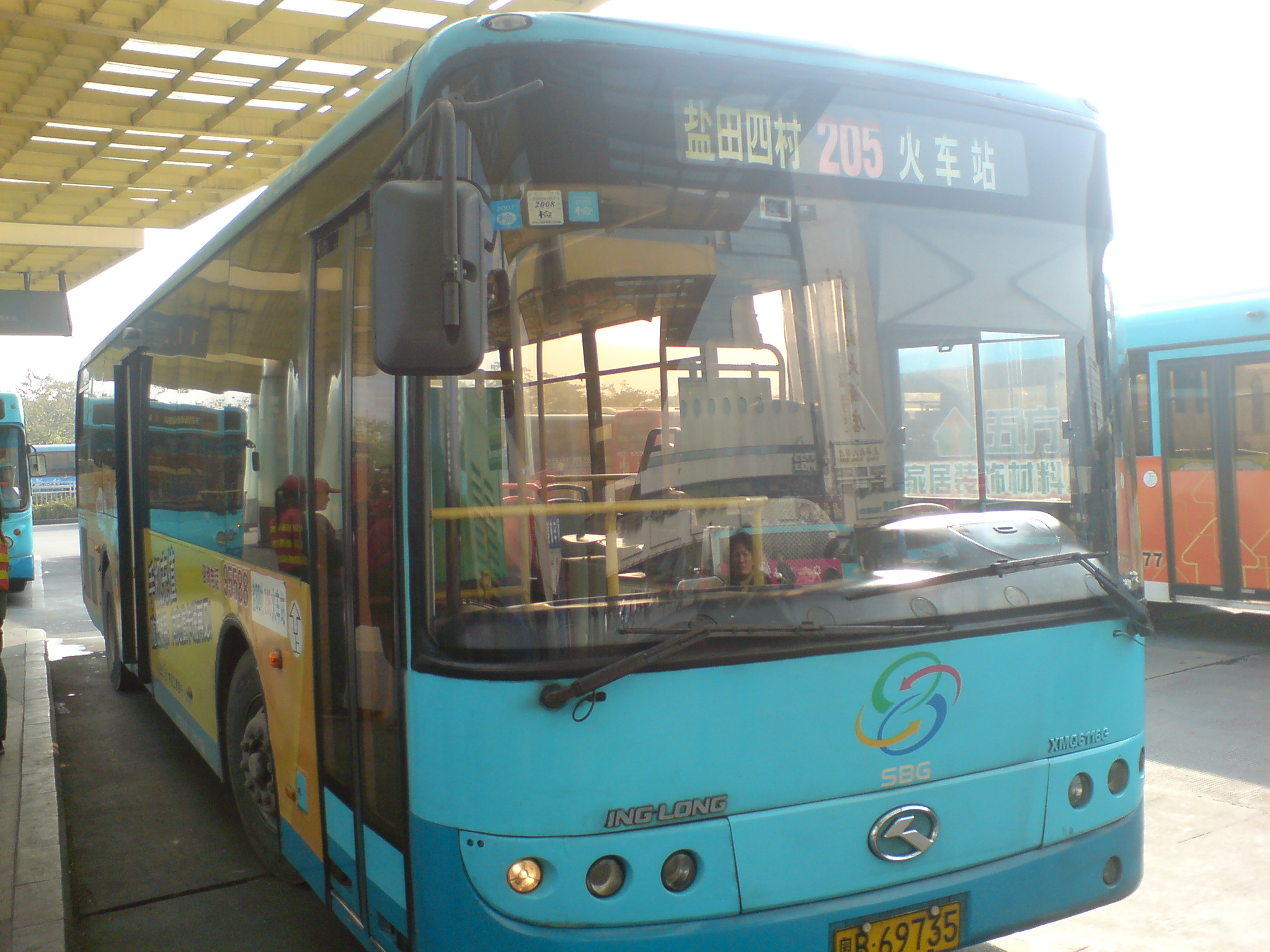
Autobus pubblico a Shenzhen
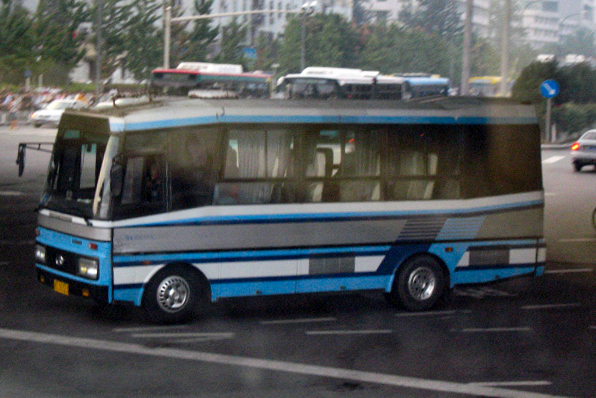
King Long XMQ6700
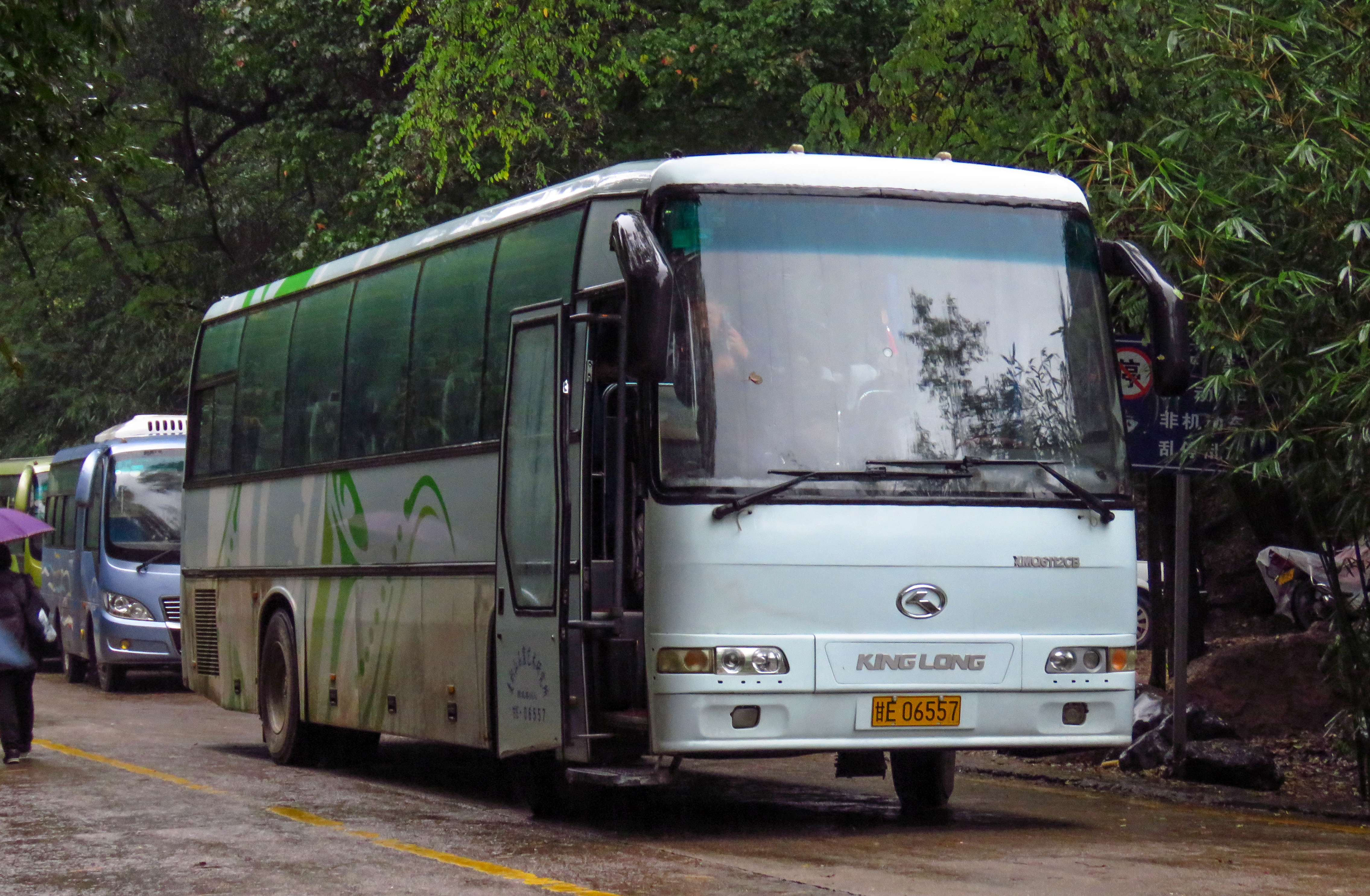
King Long XMQ6112CB
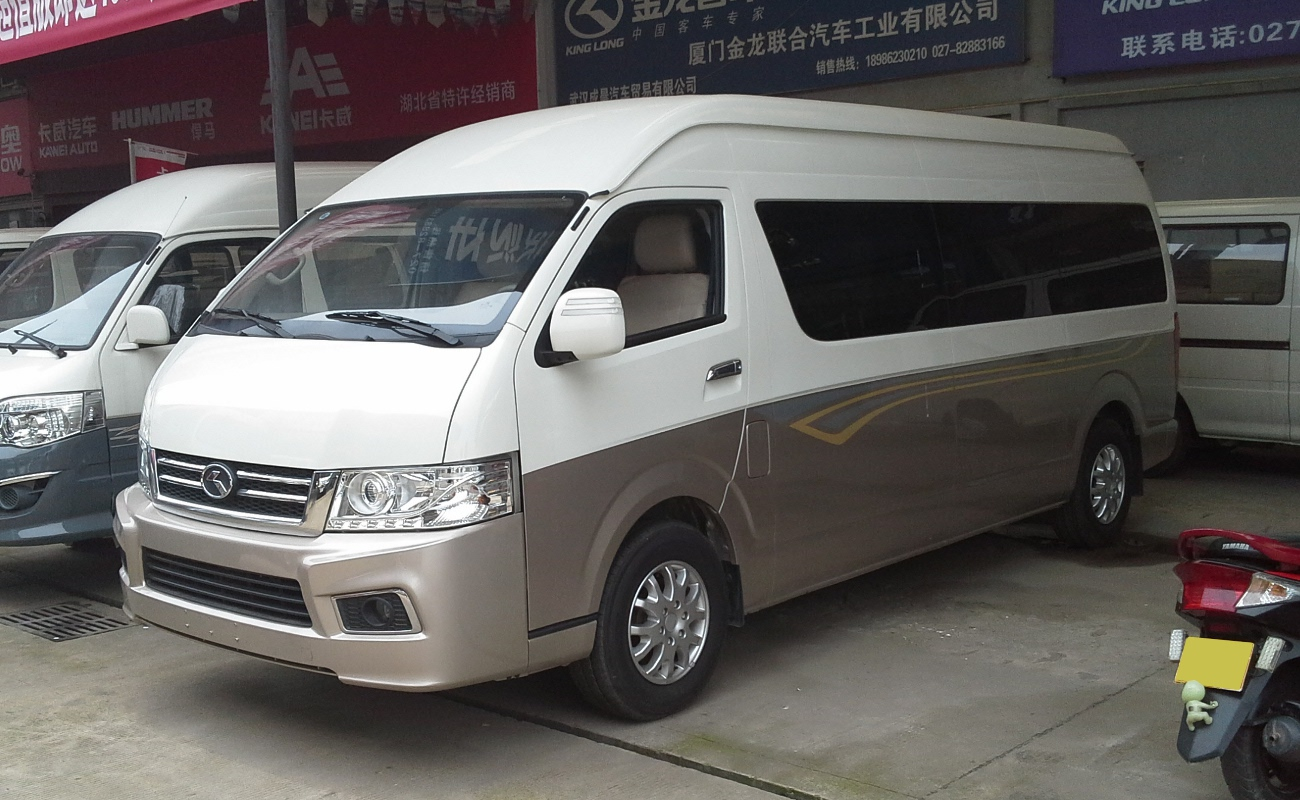
King Long Kaige